# Ratinis
Els ratinis (Rattini) són una tribu de rosegadors de la subfamília dels murins. Aquest grup, que inclou unes 170 espècies repartides en uns 35 gèneres, fou descrit el 1830 per Burnett. Gairebé tots els representants d'aquesta tribu viuen al sud-est asiàtic, tot i que algunes espècies, com ara la rata negra i la rata comuna, tenen una distribució cosmopolita.